# 川尻松子
川尻 松子（かわじり まつこ）は、山田宗樹の小説『嫌われ松子の一生』に登場する架空の人物で、同作の主人公である。

## 作中での動向
幼少のころから何不自由なく暮らしており、優秀な成績で中学、高校を卒業。地元でも有名な大学に進学する。一方で、妹・久美が大病を患い、それ以来、両親、特に父の愛情が久美だけに注がれると感じるようになり、自分への愛をつなぎとめるために勉学に励む。 国立大学の受験で、自分が行きたかった理学部ではなく、父の希望だった九州大学文学部を選択し、教師になったのも父の希望からである。
教師時代に勤務校の校長であった田所からみだらな行為を受ける。また修学旅行中に現金盗難事件が発生し、犯人である生徒・龍洋一が名乗り出なかったため、自分が罪をかぶることでその場を乗り切るが、後日学校に通報があり、本当に自分が盗んだ事にされてしまい自宅謹慎の処分を受ける。そのため洋一の家に行き、自首するよう迫るが、逆上した洋一が松子に脅されたと学校に虚偽の申告をしたため、教師を辞職させられる。その日、憎しみのあまり、引き止めようとする妹・久美の首を絞め、殺しそうになるが思いとどまり、朝市から戻ってきた母に別れの言葉をかけ家を出る。
失踪後、さまざまな男と付き合うも裏切られ続け、風俗の世界に足を踏み入れ、殺人まで起こしてしまう。それでも、不器用なほどまっすぐに愛を求め、付き合った男を愛しつづけた。
トルコ嬢時代の友人の死を知り、立ち直ろうとしていた矢先に悲劇が待っていた。

## 年表
- 1947年8月2日（映画版では11月25日） - 福岡県大川市大字大野島にて、父・恒造、母・多恵の長女として生まれる。（笙が閲覧した裁判資料より）
- 1970年4月 - 大川第二中学の教師となる。担当は国語で、2年生の副担任（後に3年2組の担任となる）を務める。
- 1970年11月 - 当時の校長・田所文夫と修学旅行の下見に出かけたが、旅行会社と田所の共謀で、田所と同じ部屋で泊まることになり、その夜、田所からレイプを受けそうになる[2]。
- 1971年5月 - 修学旅行中に現金盗難事件発生、松子は冤罪をかけられ辞職。その後家を出奔。
- 1971年8月 - 父・恒造、死去。
- 1971年12月 - 失踪後はパーラーのウェイトレスをしており、そのころの常連客であった八女川徹也と同棲生活に入る。生活費を松子が稼ぐことになり、中洲の南新地にあるトルコ風呂の店「白夜」で面接を受けるが、不採用となる。金を得るために弟の紀夫に連絡を取り、半年振りに再会するが、その場で父が亡くなったこと、そして家庭が松子のせいで崩壊したことを告げられ、姉弟の縁を切られる。その日の夜、雨の中、八女川は電車に飛び込み自殺した。
- 1972年（昭和47年）5月 - 後追い自殺も考えた松子だが、八女川の親友、岡野健夫に支えられ立ち直る。スーパーのレジでバイトをして生計を立てるが、やがて岡野と不倫関係になる。約束を破り岡野の後をつけて家に行ったことで、妻に二人の関係がばれてしまい破局。この後、松子は手首を切り自殺を図るが未遂に終わる。
- 1972年5月 - 再び「白夜」に行き面接を受け、採用。このとき、店でナンバーワンのトルコ嬢・綾乃と知り合い、雪乃という源氏名で働く。三ヶ月後には中洲でナンバーワンとなる[3]。
- 1973年5月 - マネージャーである赤木が店の経営方針で対立し、店を辞める。その後、経営方針の変化と時代の流れで、人気を現役大学生・レイコにとられる。二ヶ月前から毎回のように指名していた男性、小野寺保と知り合い、雄琴に移動する。
- 1973年5月 - 小野寺保と同棲。雄琴でトルコ嬢の仕事を続ける。このころから、一日の仕事量が中洲のときより多くなり、疲れを取るために覚醒剤に手を出すようになる。
- 1974年1月28日 - 「白夜」の元マネージャー・赤木から、綾乃が同居していた覚醒剤中毒の男に刺し殺されたことを知らされる。松子はトルコ嬢を辞めて、小野寺と小料理屋を開く決意をするが、小野寺が山科に住む女に金を貢いでいたことが発覚。さらに強引に覚醒剤を打とうとしたため、自己防衛のために包丁を持つが、手首を締め上げられ、包丁を落とす。しかし、落とした包丁の切っ先が小野寺の足の甲に刺さり、苦しむ小野寺に松子はとどめをさした[4]。
- 1974年1月 - 八女川徹也の後を追って玉川上水で自殺を図ろうとするが、たまたま通りかかった島津賢治に引きとめられ、同棲をはじめる。
- 1974年3月 - 島津と同棲を始めて二ヶ月後、写真を見た近所の住民の通報により逮捕される。その後、殺人罪ならびに覚醒剤取締法違反で懲役8年を言い渡される。
- 1979年ごろ - 入所5年5ヶ月目に仮釈放の審理にかけられる。しかし、引受人に指定していた島津賢治に拒否されてしまう。ショックを受けた松子は脱走を企てるが未遂に終わり、仮釈放取り消しとなる[5]。
- 1982年4月 - 8年の刑期を終え、美容室「あかね」で働く。このとき、刑務所で同じ雑居房にいた沢村めぐみと再会。AV女優になる決意をしためぐみのヘアメイクを担当する。しかし、1年ほどすると、美容師への熱が冷めていく[6]。
- 1983年5月 - 暴力団組長の愛人の運転手兼荷物持ちとして「あかね」に来ていた元生徒・龍洋一と偶然に再会する。車でアパートまで送ってもらうが、その後、洋一が戻ってきたことに気づき、部屋に入れる。そして、田所にレイプされそうになったことも含め、過去のことをすべて話す。松子は洋一の愛を受け止め、この日から同棲が始まる。
- 1983年7月 - 覚せい剤中毒になった洋一から暴力を振るわれ続けるも、見舞いにきた沢村めぐみの忠告を聞かず、洋一についていくことを選ぶ。洋一は覚せい剤密売をやめる決意をするが、このことで洋一ともども組織に追われてしまう。組織から逃れるために洋一が最後に隠し持っていた覚せい剤を使用し、わざと警察に逮捕される。松子1年、洋一は4年間の服役に入る。
- 1984年8月 - 美容室「みたむら」で働き、龍洋一の出所を待つ。
- 1987年9月 - 洋一が出所して1ヵ月後に元校長の田所を射殺。ニュース番組で事件を知った松子はショックを受け、働いていた美容室を辞める。
- 1987年9月 - 児童公園で遊んでいた女児を家に入れ、カップラーメンをご馳走したが、警察に児童略取誘拐の罪で事情聴取を受ける。翌日釈放されるが、アパートの大家から立ち退きを命じられる。また、その後、大野島に戻ろうとするも、紀夫から久美の死を告げられ、家に戻ることを拒否される。
- 1988年1月 -  - 北千住荒川沿いのアパート「ひかり荘」に引越し、誰も信じず、誰も愛さずに荒んだ生活をおくる。ゴミ出しのマナーを守らない、家族や今まで関わった人々への恨みと幻覚などの精神症状から夜中に叫び声を上げるなどの行動で、アパートの住民からは「嫌われ松子」と呼ばれていた[7]。
- 2001年7月9日 - 病院で刑務所時代の友人・沢村めぐみと再会。専属の美容師の勧誘を受ける。名刺を手渡されるが、いったんはこれを公園に捨てる。しかし夢を捨てられず、夜中に公園に戻って名刺を探していたところ、屯していた若者数名にホームレスと勘違いされ暴行を受ける。瀕死の重傷を負いながらも自力で自宅アパートに戻るがそこで力尽きる（53歳没）[8][9]。

## 設定上の特技
- 原作；珠算。
- 映画；歌唱。
- ドラマ；ピアノ・パイプオルガンの演奏。

## 演じた女優
- 中谷美紀（映画版、2006年公開） - 日本アカデミー賞を含め、2006年度の主要映画賞レースにおいて、主演女優賞を受賞しており、代表作の一つとなっている。原作を別の解釈で描いたコミカルな演技が話題となった一方、中島哲也監督からの罵倒、暴言で一時降板も考えたというほど現場はシビアなものであった。
- 内山理名（ドラマ版、2006年10月 - 12月TBS系放送）
- 長谷部優（舞台版、2010年4月17日 - 28日青山円形劇場上演）
- 桜井玲香/若月佑美（舞台版、2016年9月 - 10月、品川プリンスホテル クラブex上演、ダブルキャスト）[10]